# Volejbol'nyj klub CSKA
Il Volejbol'nyj klub CSKA (in russo Волейбольный Клуб ЦСКА?) è una società pallavolistica russa, con sede nella capitale Mosca. L'acronimo CSKA significa Club Sportivo Centrale dell'Esercito. La squadra, come qualsiasi altra formazione nel cui nome è presente la sigla CSKA, è la formazione rappresentante l'esercito.
La rappresentante pallavolistica è la formazione più titolata della storia russa e sovietica, nonché una delle squadre più vincenti a livello europeo.

## Storia
La società di pallavolo della polisportiva militare CSKA (che conta oltre 35 sport), è stata fondata nel 1946, e nella sua lunga vita ha saputo imporsi come la più forte formazione di pallavolo dell'est europa. Nella squadra si allenavano le riserve dell'Armata Rossa: molti giocatori morirono durante la seconda guerra mondiale, e gli atleti deceduti durante le operazioni militari, tra le quali la battaglia di Stalingrado, vengono ricordati e celebrati come eroi. La squadra formò la maggior parte degli atleti della nazionale sovietica, che seppe vincere tutti i trofei per nazionali, tra le quali diverse edizioni delle Olimpiadi.
I successi in patria si susseguono quasi annualmente: da notare la serie ininterrotta di scudetti conquistati tra il 1970 e il 1983. Nelle competizioni europee la formazione è riuscita ad imporsi per ben 13 volte come campione d'Europa, un record ineguagliato, venendo ostacolata per alcune edizioni solamente da squadre italiane.
Il suo ultimo successo risale al 1996, con la vittoria nel campionato russo. Permane nella massima serie russa fino al 2006, per poi retrocedere in terza divisione a causa di problemi finanziari, che ne causarono l'anno successivo lo scioglimento. Nel 2008 venne rifondata, e sotto la guida manageriale dell'ex giocatore Dmitrij Fomin partecipa alla seconda serie, con l'intenzione di riportare presto la squadra ai fasti del passato.

## Palmarès
- Campionato sovietico: 25

1955, 1958, 1965, 1966, 1970, 1971, 1972, 1973, 1974, 1975
1976, 1977, 1978, 1979, 1980, 1981, 1982, 1983, 1985, 1986
1987, 1988, 1989, 1990, 1991
- Coppa dell'Unione Sovietica: 3

1980, 1984, 1985
- Campionato russo: 3

1994, 1995, 1996
- Coppa di Russia: 1

1994
- Champions League: 13 (record)

1959-60, 1961-62, 1972-73, 1973-74, 1974-75, 1976-77, 1981-82, 1983, 1986, 1987
1988, 1989, 1991
- Supercoppa europea: 3 (record)

1987, 1988, 1991